# Втрачений слід
«Втрачений слід» (англ. The Lost Trail) — вестерн 1945 року режисера Ламберта Гілльйєера та сценаристки Адель Баффінгтон. Це сімнадцята стрічка з серії фільмів про Маршала «Неваду» Джека МакКензі. Головні ролі виконали Джонні Мак Браун, Реймонд Гаттон, Дженніфер Голт, Райлі Гілл, Кеннет Макдональд та Едді Паркер. Прем'єра фільму відбулась 20 жовтня 1945 року.

## У ролях
- Джонні Мак Браун — «Невада» Джек МакКензі
- Реймонд Гаттон — Сенді Гопкінс / Тріггер
- Дженніфер Голт — Джейн Бернс
- Райлі Гілл — Нед Тернер
- Кеннет Макдональд — Джон Корбетт
- Едді Паркер — Білл
- Джон Інс — Бейлі
- Френк ЛаРу — Джонс
- Стів Кларк — Мейсон
- Мілберн Моранте — Зек
- Лінтон Брент — Голл
- Френк МакКеррол — Джо
- Дік Дікінсон — Ед
- Генрі Врум — Том